# Bogoytsi
Bidjevo (en macédonien Биџево, en albanais Bogovica) est un village du sud-ouest de la Macédoine du Nord, situé dans la municipalité de Struga. Le village comptait 170 habitants en 2002. Il est majoritairement albanais.

## Démographie
Lors du recensement de 2002, le village comptait :
- Albanais : 167
- Autres : 3